# کیک این ده کوک، تالین

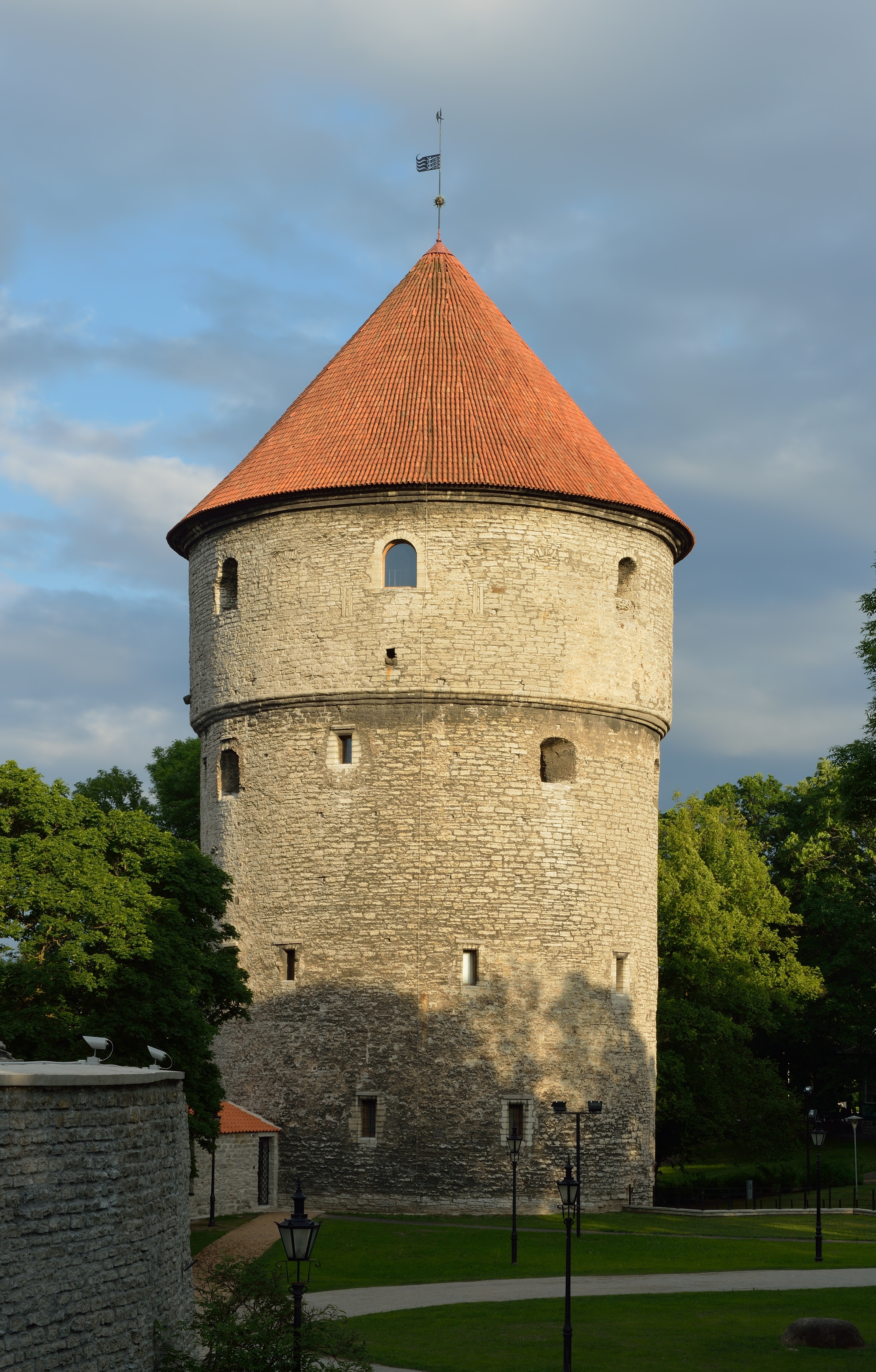
کیک این ده کوک

کیک این ده کوک (استونیایی: Kiek in de Kök) یک برج توپخانه در شهر تالین، استونی است.
این برج در سال ۱۴۷۵ میلادی ساخته شده دارای ۴۸ متر ارتفاع و دیواری به ضخامت ۴ متر می‌باشد.

## نگارخانه

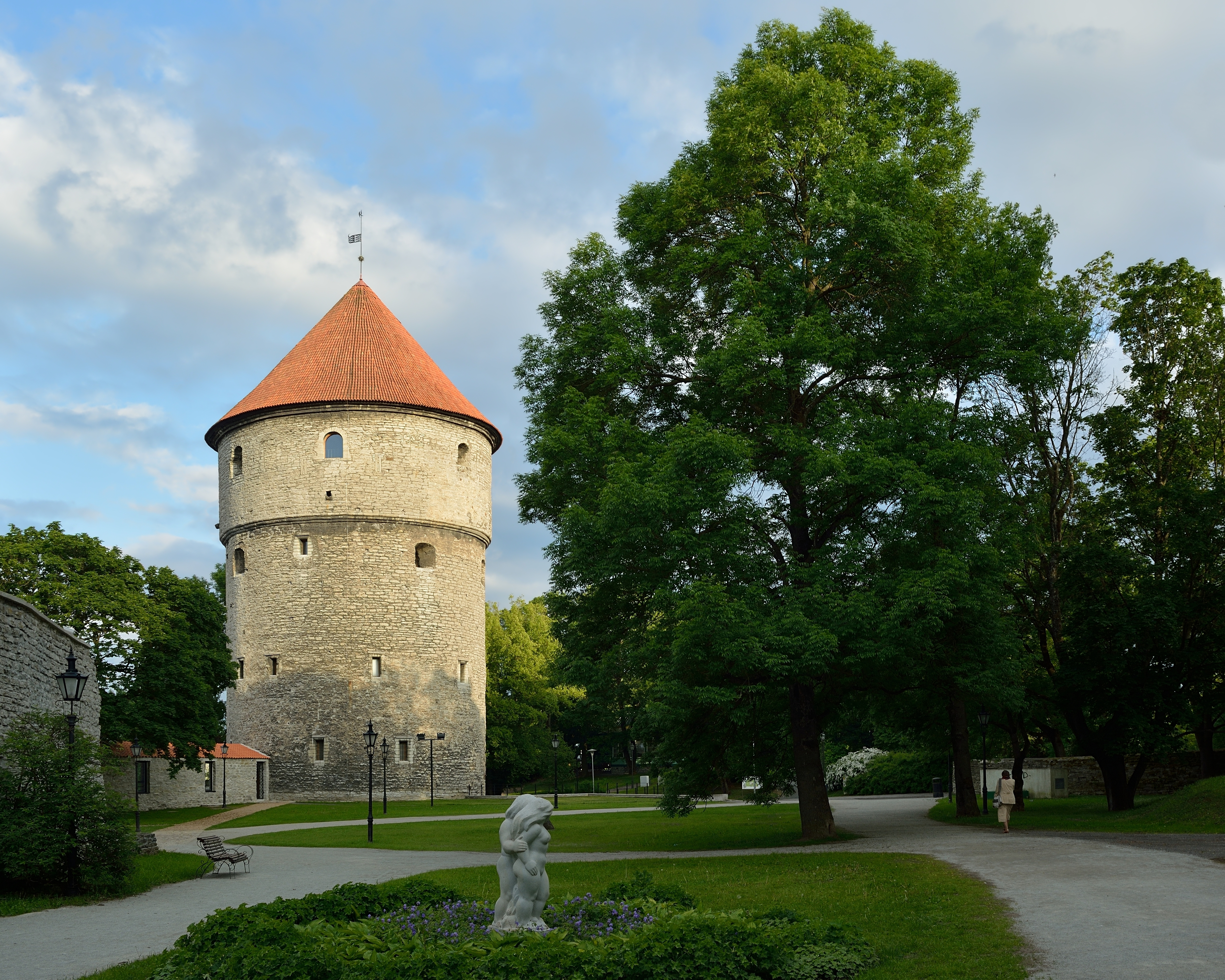
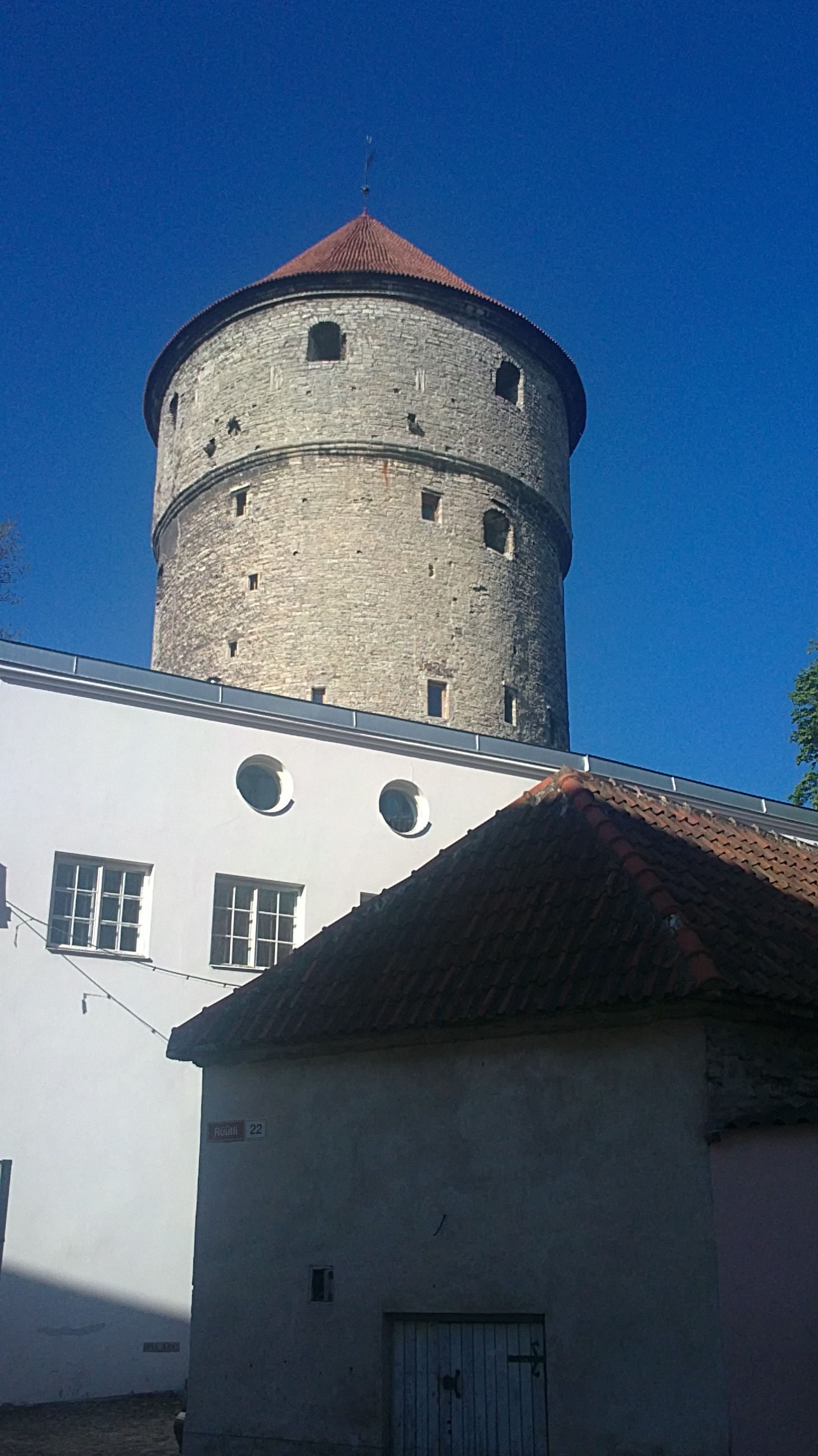
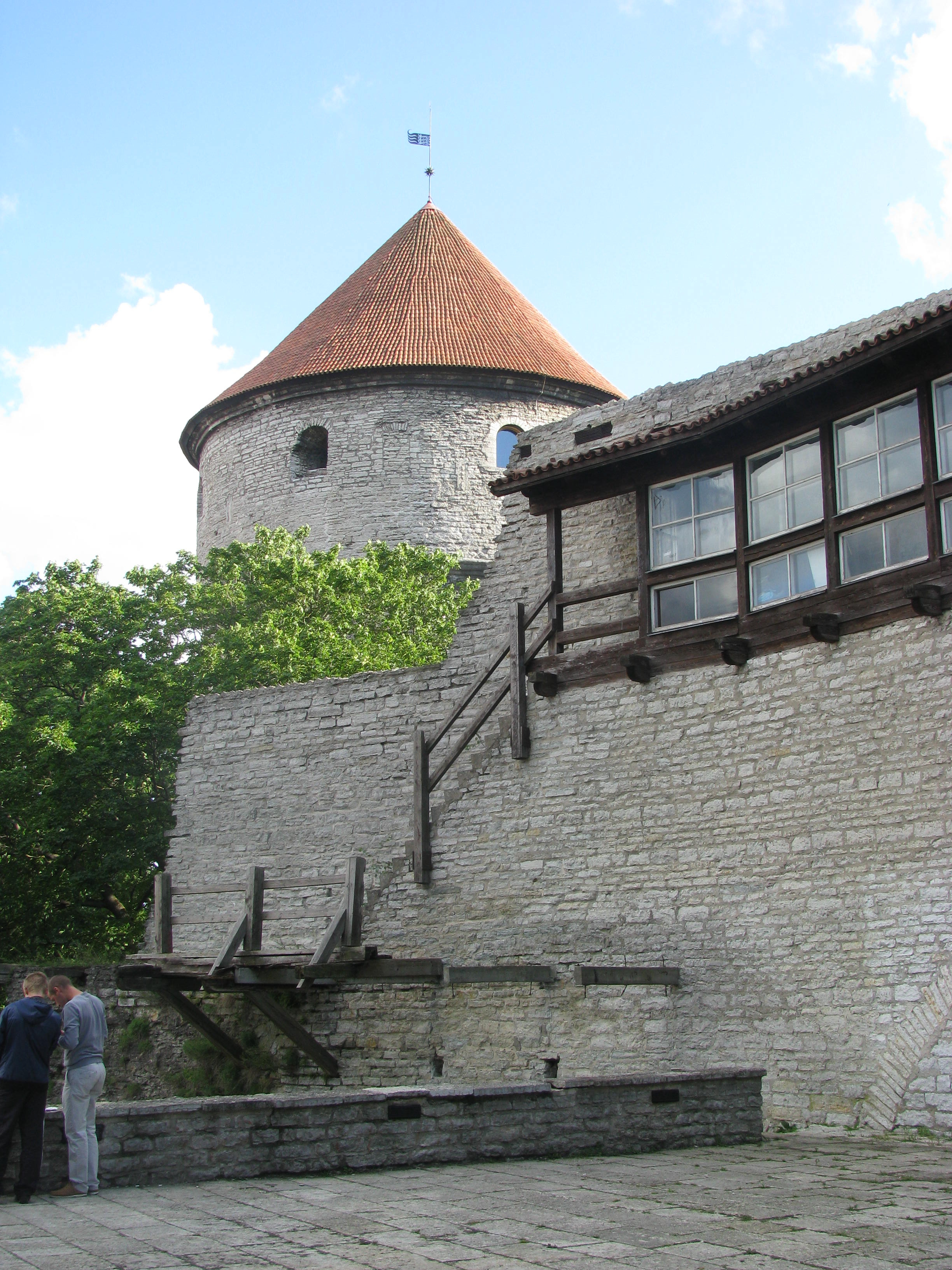
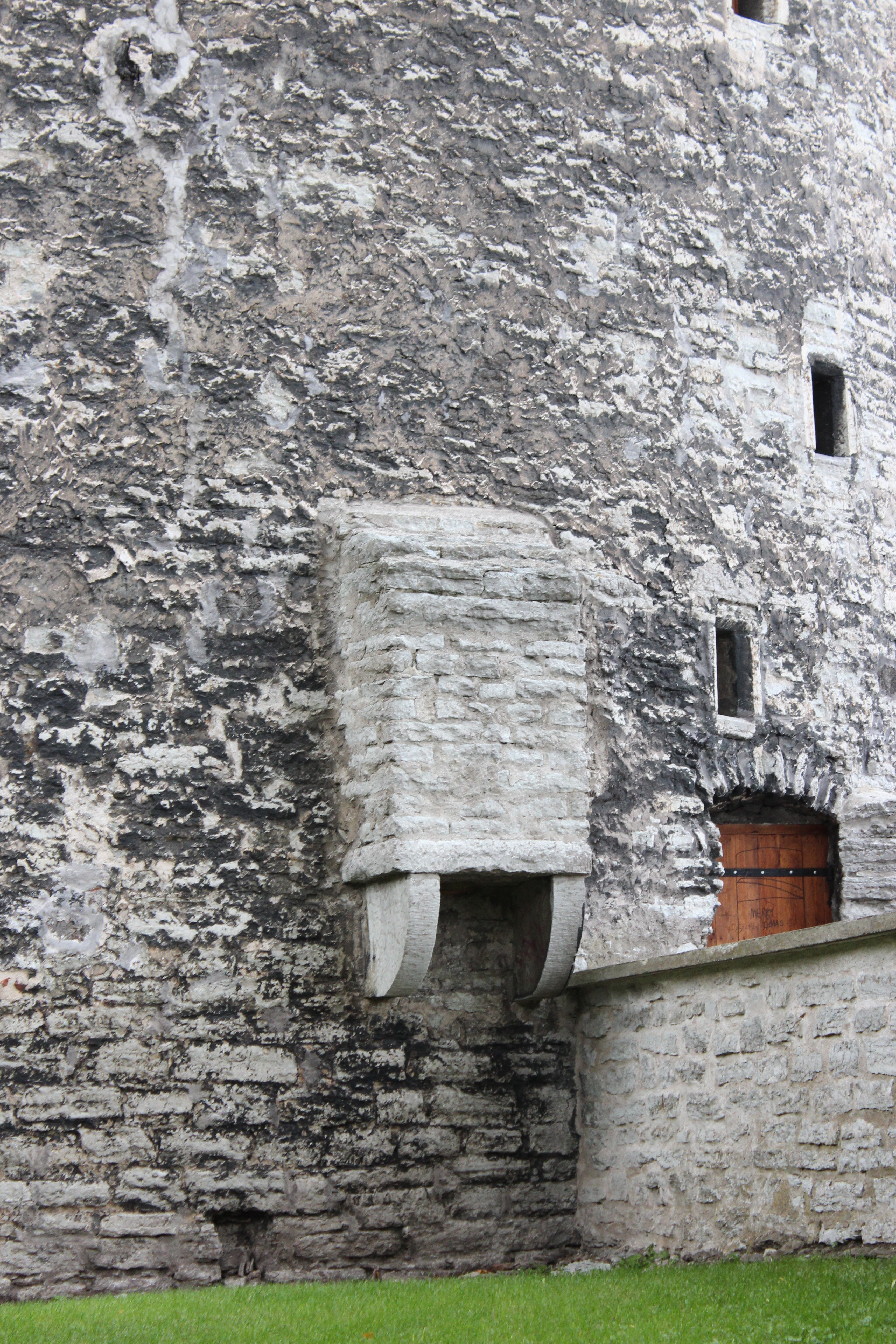